# エミール・マルタン
エミール・マルタン（Émile Martin, 1914年5月7日 - 1989年11月7日）は、フランスの指揮者。
ガール県サンドゥラの生まれ。ニーム大聖堂の聖歌隊の指揮者だった叔父に音楽の手ほどきを受ける。ソルボンヌ大学で神学の博士号を取得後、1939年に牧師に叙任され、聖オディール教会の聖歌隊の指揮者及びオルガニストとして1952年まで務めたが、任期中の1947年にフランス・オラトリオ会のメンバーとなった。1964年から1988年に引退するまで聖エスタシュ教会の合唱指揮者及びオルガニストとして活動した。
リジューにて死去。

## 註
1. ↑  “Le R.P. Emile Martin(1914 - 1989)”. 2017年5月29日時点のオリジナルよりアーカイブ。2017年5月29日閲覧。
2. ↑  Révérend Père Emile Martin - Discogs（英語）